# Вілька (Підкарпатське воєводство)
Вілька (пол. Wilka, початкова назва Воля Климівська) — колишнє лемківське село Кроснянського повіту Підкарпатського воєводства Республіки Польща.

## Розташування
Знаходилось у північних межах Лемківщини поміж містечками Риманів та Дукля. Разом з Балутянкою осередок лемківської різьби по дереву. Після депортацій 1944—1947 років село припинило своє існування.

## Історія села
Вілька уперше згадується у 1577 році. Входило воно до Дошнянської парафії як наймолодше (перша згадка про Дошно у 1389 році, а Балутянку — 1470). Спочатку складалось з кількох господарств. В основному було заселене з середини XVII століття, у більшості козаками й солтисами. Виходячи з того, що прізвища селян здебільшого закінчувалися на — ський, — цький, тут поселялися втікачі — дрібні розорені шляхтичі, шукаючи волі. Звідси і пояснення походження назви села Вільки.
В одній із своїх праць історик Денис Зубрицький ствердив, що під час облоги Львова військом Богдана Хмельницького, один з членів багатої родини львівських міщан Андрій Красовський відмовився виділити частку коштів на контрибуцію для викупу, вирушив зі Львова у Карпати і поселився у селі Вілька, де й одружився.
З 1772 року село належало до Сяноцького округу Королівства Галичини та Володимирії Австро-Угорщини.
Згідно Йосифинської метрики 1775 року у селі Вілька нараховувалось 24 родини, а саме: Петровський Лешко і Андрій; Сухорський Яцко, Лешко та Іван; Одрехівський Антон, Лешко і Семен; Потоцький Андрій, Антон, Тимко і Петро; Красовський Фецько, Андрій і Василь; Долинський Петро та Іван; Яворський Петро та Іван; Рак Петро; Гарауза Іван; Іляш Іван, Фецько і Степан.
У цей час власницею села Вілька була поміщиця Катерина Скурська. Економічне становище селян було важким через нестачу землі для рільництва. Та й скромні земельні наділи, що їх обробляли селяни, не забезпечували потреб багатодітних родин. Великий голод пережили селяни у 1847 і 1890 роках. В результаті епідемії холери 1873—1874 рр. вимерла майже половина мешканців Вільки. Частина селян подалась в еміграцію.
До 1945 року в селі було чисто лемківське населення: з 250 жителів села — всі 250 українців. Належали до греко-католицької парафії в с. Дошно Риманівського деканату Перемишльської єпархії.
Станом на 1945 рік у селі Вілька нараховувалось 36 господарств, а саме: Петрівський Олекса, Орисик Михайло (до Пштикані), Орисик (до Гаца), Орисик Іван і Кузьма (Гаца нова хата), Красівський Юрко (до Красулі), Кіт Федір, Одрехівський Петро (до Гані), Одрехівський Данько, Стецяк Гаврило (до Гаврили), Одрехівський Павло (до Дзендзелихи), Стецяк Кузьма (до Кузьми), Сухорський Петро (до старого війта), Потоцька Олена, Красівьский Василь (до Тевди), Рудавський Дмитро, Бердаль Гриць (до Микити), Бердаль Федько (до Микитового Феця), Сухорський Андрій (до Котового Андрія), Іляш Михайло (до Віськіного Михайла), Іляш Олекса (до Циркані), Барна Михайло, Іляш Семен (до Андраса), Іляш Іван (до Грицика), Бинч Марина, Бинч Гриць, Орисик Михайло (до Гринькового Михайла), Михайлишин Степан (до Гринькового Стефана), Рижий Антон (до Цапка), Лаврінович Микола (до Ксеньки), Пухонський Іван, Хомка Анна (до Гаравуза), Красівський Петро, Красівський Михайло, Красівський Семен, Красівський Гриць, Красівський Андрій (до війта).
У період ДСВ село Вілька повторило долю інших лемківських сіл. Спочатку його тероризували польські підпільники, далі почергово німецька та радянська окупаційні влади, які конфісковували майно, вивозили на примусові роботи, і врешті польська влада депортувала з рідних земель.
Після вивезення на початку 1946 року в селі залишилось лише дві старші жінки — Ксенька і Бинчиха. До Ксеньки повернувся з Німеччини 23-річний онук. Марта Стецяк вийшла заміж за Казека Шуля, польського походження. Однієї ночі усі згадані особи були розстріляні. Також був розстріляний Андрій Гараус, який повернувся з примусових робіт з Німеччини. Також були пограбовані та вбиті поляками колишні жителі Вільки, які повернулися з Німеччини і поселились у сусідніх селах.
У 1946 році село було остаточно зруйноване, хати розібрані. Вілька припинила своє існування.

## Різьбярство
Лихоліття змусило селян шукати якийсь вихід із становища, що склалося, для додаткового підробітку. Хлопці-пастухи з Вільки і Балутянки, що в довгі дні вирізували звичайним ножем різні фігурки, швидко переконалися у доцільності своєї майстерності. Відпочиваючи на курортах Риманова, Щавного, Криниці гості зі Львова, Кракова та інших міст радо купували за дрібні гроші «сувеніри» у місцевих українців. Так, правдоподібно ще у XVII столітті, зародилось народне різьбярство.
Талантом лемківських пастухів зацікавилась власниця риманівських лісів графиня Анна Потоцька. У 1878 році вона разом із чоловіком відкрила у Риманові власну Різьбярську школу, у якій навчалися найбільш обдаровані хлопці із сіл Вілька (Андрій Іляш), Балутянка (Михайло Михалишин), Полян Суровичних (Ваньо Кавка), Дошно. Проте після смерті графа Потоцького (21 січня 1884) школа, яка досягла помітного успіху, припинила свої існування.
До найкращих представників лемківської різьби зараховують Михайла Орисика (1885—1946), його сини Андрій і Степан, Петро Сухорський (1903—1968) та його сини Онуфрій і Андрій, Григорій Бердаль (1887—1960), Василь Красівський (1895—1975), Іандрій Іляш (1864—1942).

## Люди
В селі народилися:
- Бенч Григорій (1905—1988) — український різьбяр.
- Красовський Іван Юрійович (1921—1989) — український різьбяр.
- Одрехівський Василь Павлович (1921—1996) — український скульптор.
- Одрехівський Іван Павлович (1923—1994) — український різьбяр.
- Одрехівський Павло Васильович (1899—1973) — український різьбяр.
- Орисик Андрій Михайлович (1922—1998) — український різьбяр.
- Орисик Степан Михайлович (1930—2008) — український різьбяр.
- Орисик Михайло (1885—1946) — український різьбяр.
- Сухорський Андрій Петрович (нар. 1932) — український різьбяр.
- Сухорський Онуфрій Павлович (1917—1969) — український різьбяр.